# Calospilota pulchra
Calospilota pulchra es una especie de mantis de la familia Mantidae.

## Distribución geográfica
Se encuentra en Camerún y República Centroafricana.